# 利奥波德·塞达尔·桑戈尔
利奥波德·塞达尔·桑戈尔（法語：Léopold Sédar Senghor；1906年10月9日—2001年12月20日），塞内加尔诗人、政治家、文化理论家，天主教徒。1960年—1980年，为首任塞内加尔总统。被广泛认为是20世纪最重要的非洲知识分子之一

## 生平
桑戈尔早年留學法國，與後來成為法國總統的乔治·蓬皮杜成為好友。
1930年代—1940年代，桑戈爾與艾梅·塞泽尔一同從事黑人性運動。他以法語創作詩歌，代表作为《阴影之歌》，並為塞內加爾國歌創作歌詞。
1958年，他创建塞内加尔社会党。
1960年，桑戈爾成為塞內加爾首任總統，對內採行非洲社會主義政策，對外親西方、親法。他參與了法語圈國際組織的創立。1980年底辭去總統職務。
1983年他成为担任法兰西学術院院士的首位非洲人。1985年獲诺尼诺国际文学奖。

## 桑戈尔主义
桑戈尔的政治思想被称为桑戈尔主义。尽管自称社会主义者，桑戈尔在后殖民时代的非洲，始终与盛行一时的马克思主义和反西方意识形态保持距离，更倾向于维持与法国及整个西方世界的紧密联系。虽然他采纳了马克思思想中的某些成分，但总体而言，桑戈尔认为马克思主义并不适用于非洲的实际情况。他特别反对其中的无神论和阶级斗争观，认为阶级斗争违背了非洲传统中所强调的一致与调和精神。桑戈尔深受皮埃尔·泰亚尔·德·夏尔丹的灵性主义影响。他理论化出一条“非洲的社会主义道路”，既要发展生产力，又要为非洲人民带来物质富足。桑戈尔所构想的社会主义明确排除共产主义成分，与“黑人性”理念以及对“非洲性”本质的深入思考相融合。在经济领域，他所倡导的社会主义以村社合作社为核心，这种形式将非洲传统与民主价值结合；在国际层面，“非洲的社会主义道路”的目标是在实现政治上的非暴力去殖民化之后，进一步推动“文化与经济的去殖民化”，从而挑战仍在压迫原材料生产国的帝国主义体系。

## 纪念
以他名字命名的設施包括塞內加爾首都達喀爾的达喀尔－约夫－利奥波德·塞达尔·桑戈尔国际机场、利奥波德·塞达尔·桑戈尔体育场及法國巴黎塞納河上的利奥波德-塞达-桑戈尔行人桥。

## 著作
- Prière aux masques (約1935)
- Chants d'ombre (1945)
- Hosties noires (1948)
- Anthologie de la nouvelle poésie nègre et malgache (1948)
- Éthiopiques (1956)
- Nocturnes (1961)
- Nation et voie africaine du socialisme (1961)
- Pierre Teilhard de Chardin et la politique africaine (1962)
- Lettres de d'hivernage (1973)
- Élégies majeures (1979)
- La poésie de l'action : conversation avec Mohamed Aziza (1980)
- Ce que je crois (1988)